# Georg Körner (Pfarrer)

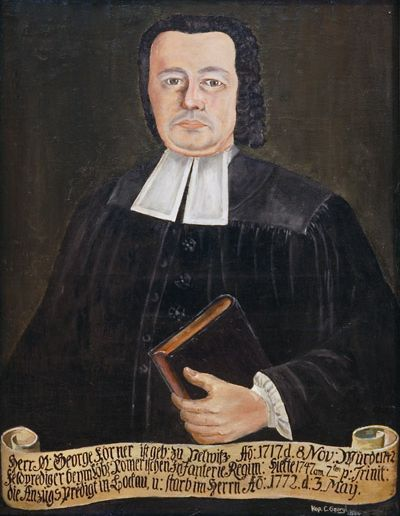
Mag. Georg Körner, Pfarrer in Bockau

Georg Körner, später George Körner, aber auch weiter Georg Körner, (* 28. November 1717 in Pölbitz; † 3. Mai 1772 in Bockau) war ein deutscher Pfarrer, Sprachforscher und Chronist.

## Leben
Körner wurde 1717 als Sohn des Bauern und Dorfrichters Zacharias Körner in Pölbitz bei Zwickau geboren. Von 1722 bis 1729 besuchte er die Schule zu St. Moritz in Zwickau und anschließend die Lateinschule der Stadt. Bereits in dieser Phase seiner Ausbildung begann er sprachliche Studien, indem er sich mit Latein, Griechisch, Hebräisch, Chaldäisch, Syrisch, Französisch und Italienisch befasste und zusätzlich autodidaktisch Tschechisch, Sorbisch und Polnisch erlernte. Am 23. Juni 1739 nahm Körner ein Theologiestudium in Leipzig auf. Im gleichen Jahr wurde er Mitglied des Wendischen Predigerkollegiums. Das Studium in Leipzig beendete er als „Magister der Philosophie“.
1742 übernahm er das Amt eines Kursächsischen Feldpredigers. 1744 wurde er Diakon in Reichenbach. Am Zweiten Schlesischen Krieg nahm er ab dem 23. Juni 1745 als kursächsischer Feldprediger im Chursächsischen Regiment zu Fuß von Römer teil. Nach Ende des Kriegs half er an verschiedenen Orten in Dresden und der Lausitz als Seelsorger aus, bis er 1747 als Pfarrer in das erzgebirgische Dorf Bockau berufen wurde.
Neben der geistlichen Versorgung der ihm anvertrauten Kirchgemeinde widmete er sich insbesondere der wissenschaftlichen Erforschung der sorbischen Sprache. Sein sorbisch-deutsches Wörterbuch ist als bleibendes Zeugnis seines Schaffens zu nennen. Das umfangreiche handschriftliche Manuskript wurde 1979/80 durch Reinhold Olesch als Faksimiledruck in 5 Einzelbänden herausgegeben.
Neben seiner Sprachforschungen widmete sich Körner der Heimatgeschichte von Bockau und seiner näheren Umgebung. Er verfasste u. a. eine umfangreiche Chronik unter dem Titel Alte und Neue Nachrichten von dem Bergflecken Bockau. Die von ihm begonnenen Bockauer Nachrichten wurden durch seine Nachfolger im Pfarramt bis 1936 weitergeführt.
Körner war seit 1755 mit Juliana Friederika Christliebe Schindler aus Schneeberg verheiratet. Die Ehe blieb kinderlos. Körner verstarb im Hungerjahr 1772 in Bockau, seine Witwe verstarb 1813 bei ihrer Schwester in Markersbach.

## Magister-George-Körner-Gesellschaft

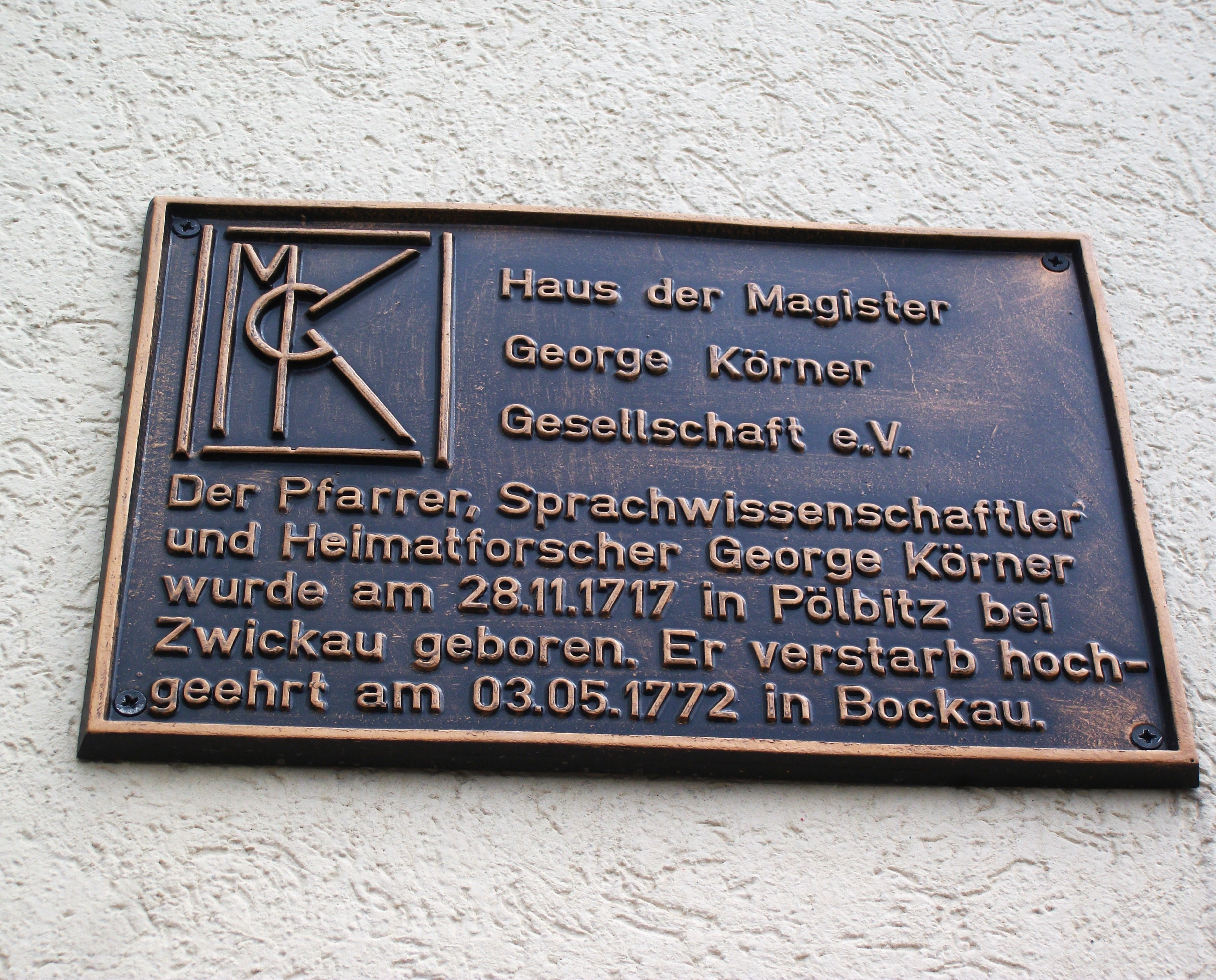
Haus der Magister George Körner Gesellschaft e.V.(Bockau), Infotafel

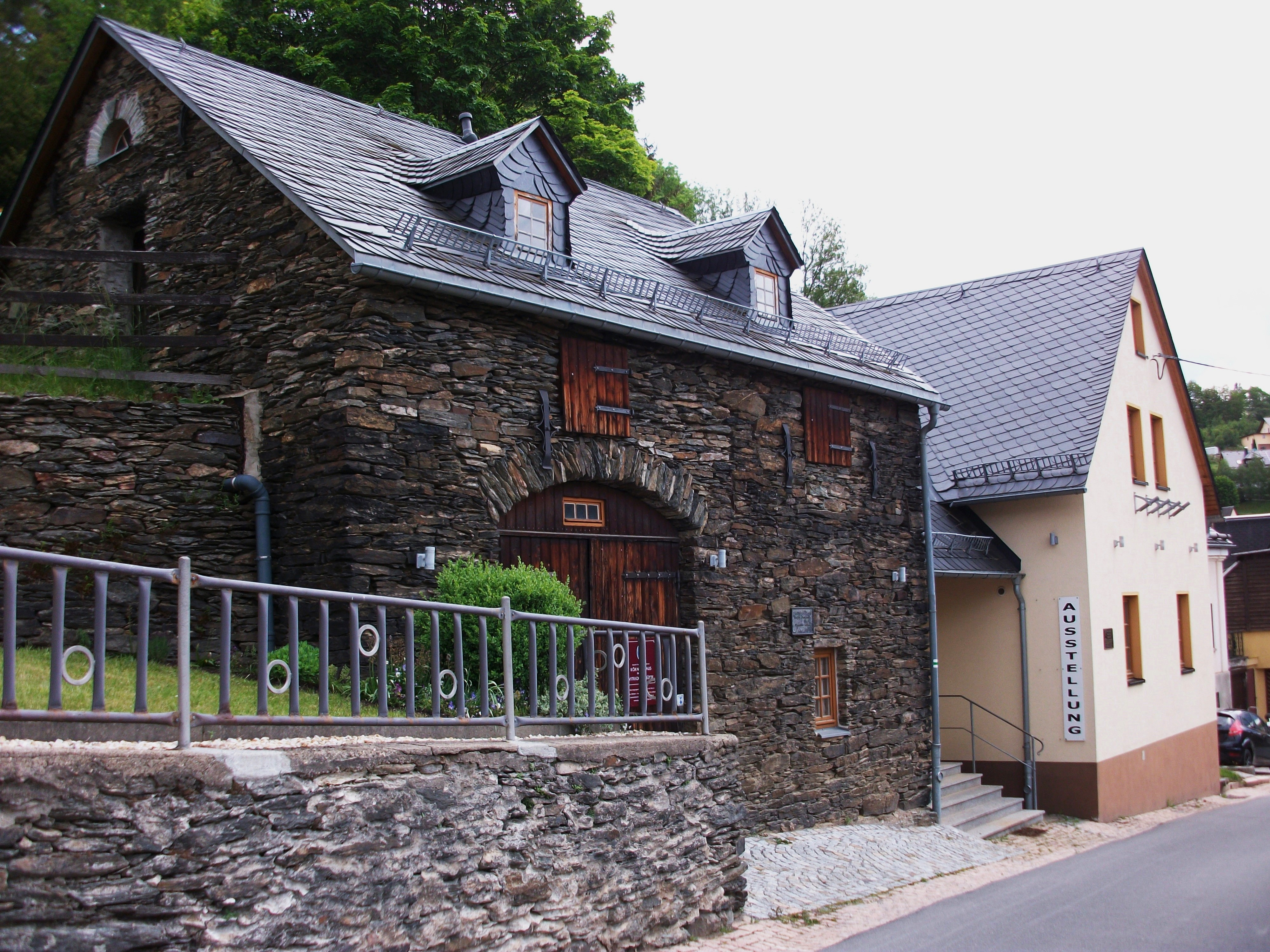
Vitriolölhütte Bockau und Körner Haus in Bockau

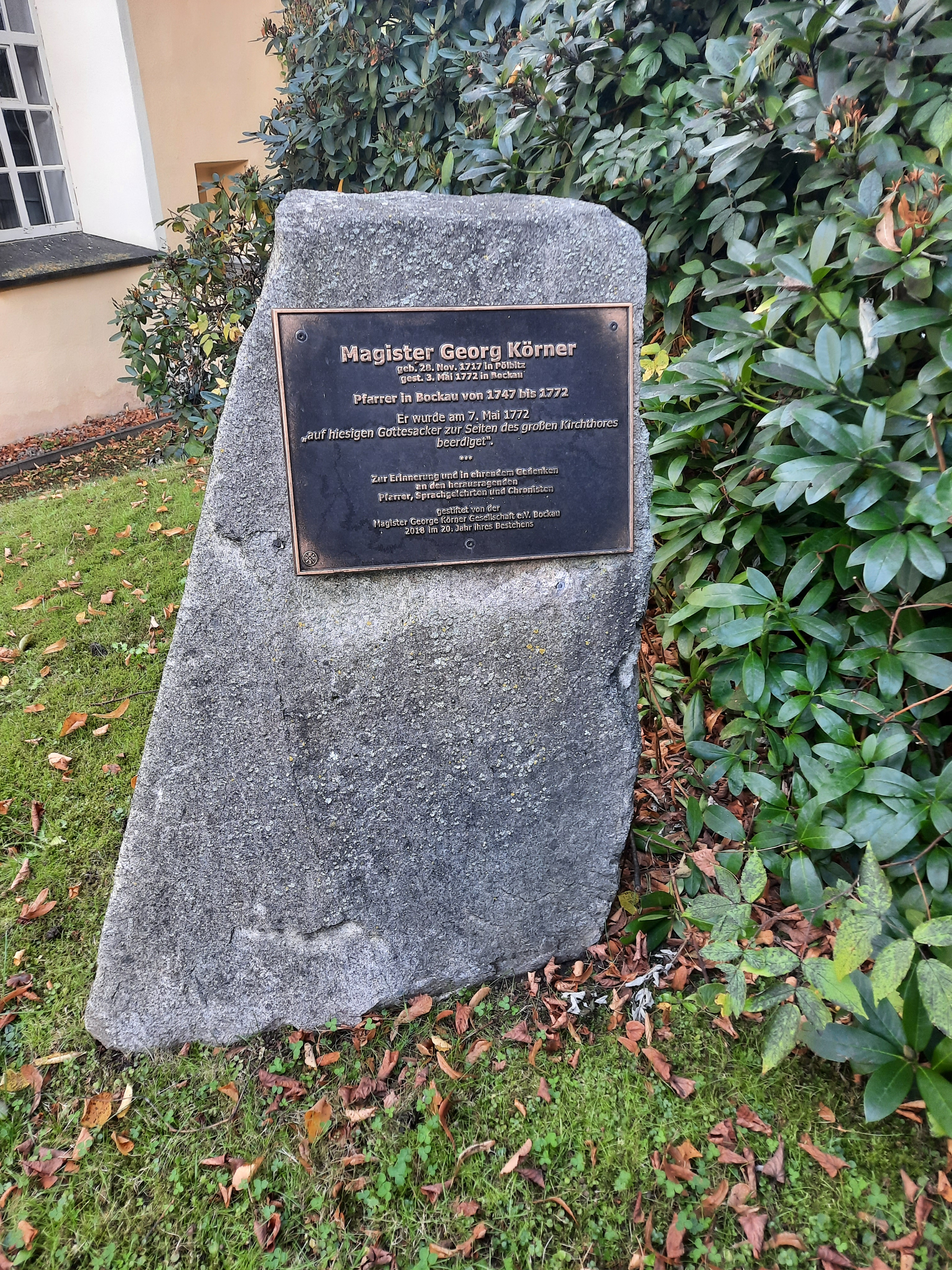
Gedenkstein für Georg Körner auf dem Friedhof in Bockau

Zur Erinnerung und Anknüpfung an das Wirken des Gelehrten Körner wurde am 10. August 1998 die Magister-George-Körner-Gesellschaft gegründet, die sich für die Pflege und den Erhalt von kulturellen Werten einsetzt. Sitz des Vereins ist das sogenannte Körnerhaus in Bockau, welches als Deutsch-Tschechisches Begegnungszentrum konzipiert ist. Neben dem Vereinsgebäude befindet sich das restaurierte technische Denkmal Vitriolölhütte. Dieses wird als Museum vom Verein unterhalten und betrieben. Die Körner-Gesellschaft publiziert eine Schriftenreihe mit heimatkundlichen Beiträgen. 2018 stiftete sie einen Gedenkstein für Georg Körner, der auf dem Friedhof in Bockau nahe der Kirche aufgestellt wurde.

## Werke

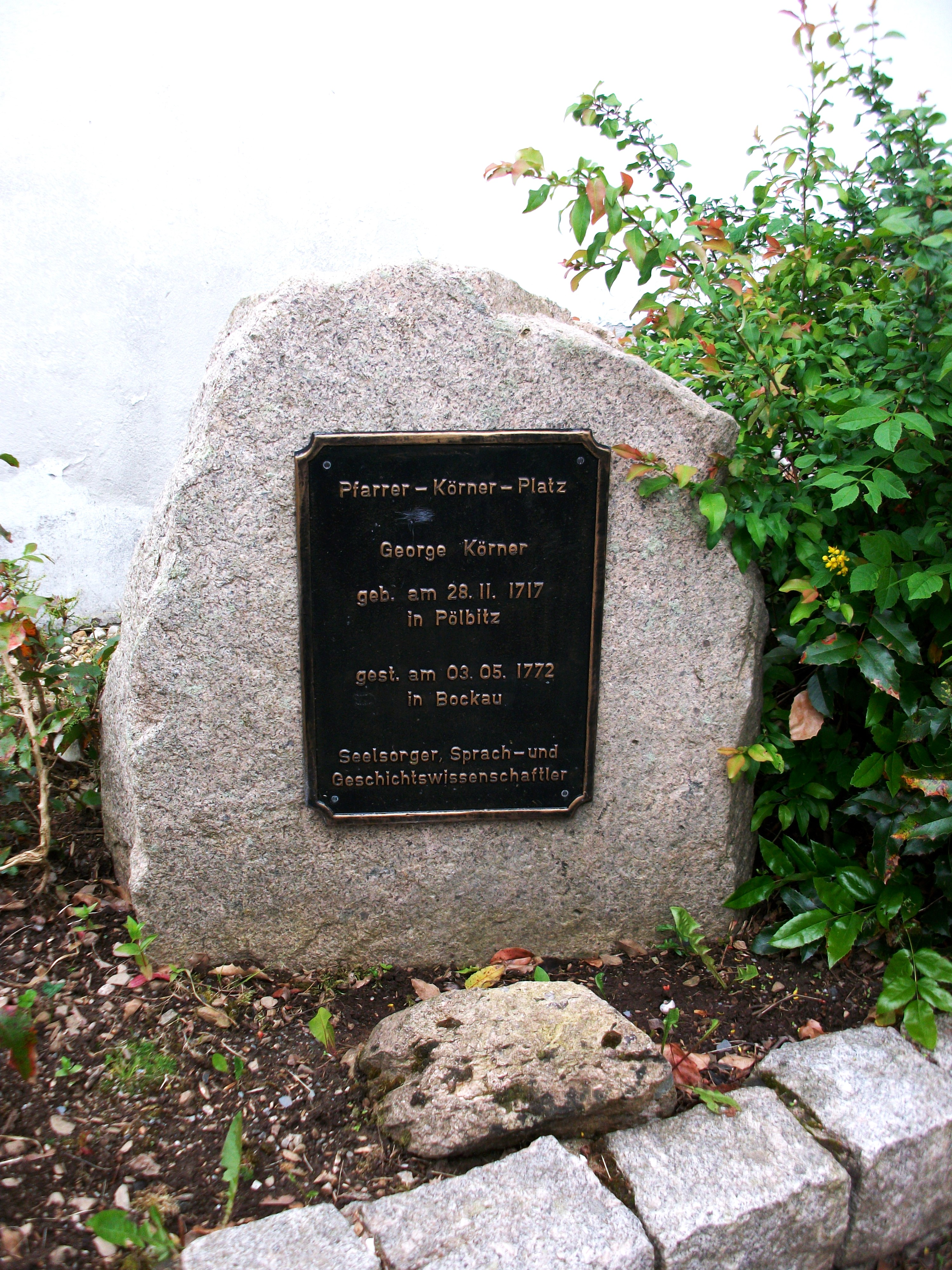
Pfarrer-Körner-Platz (Bockau)

- Gesammlete Historische Nachrichten zur Pfarrhistorie von Aue, Bockau und Lauter betreffend die Lebensbeschreibungen aller Herrn Pastoren von der Zeit der Reformation an..., 1755. (Digitalisat in der SLUB Dresden)
- Philologisch-historische Abhandlung von dem Alterthume des böhmischen Bergwerks, 1758. (Digitalisat)
- Alte und neue Nachrichten von dem Bergflecken Bockau bey Schneeberg, in dem meißnischen Obererzgebirge, darinnen die Geschichte von dem Schlosse und Herrschaft Schwarzenberg vor dießmal abgehandelt wird, zum Neuenjahre 1758 und so künftighin jedesmal Stückweise mitgetheilet, bey C. W. Fulden, Schneeberg 1758, Digitalisat
- Abriß einiger geographisch-historischen Nachrichten von dem Bergflecken Bockau beym Schneebe. Welche vom löblichen Bergwerke daselbst etwas in sich halten, Schneeberg 1761, in der Reihe: Kurzer Abriß einiger geographisch-historischen Nachrichten von dem Bergflecken Bockau beym Schneeberg im meißnischen Ober-Erz-Gebürge : nebst etlichen daran gränzenden Orten, Bergen, Flüssen etc (Digitalisat)
- Alte und Neue Nachrichten von dem Bergflecken Bockau bey Schneeberg im meißnischen Obergebirge, welche Vom löblichen Bergwerk daselbst etwas in sich halten, zum Neuenjahre 1761 und so künftighin Stückweise mitgetheilet von M. George Körner, P. 10tes Stück, bey Karl Wilhelm Fulden, Schneeberg (o. J., 1761), bezeichnet mit Seiten 389 bis 425, gefolgt von 6 unpaginierten Seiten Neue Nachrichten vom 1760. Jahre Digitalisat in der Bayerischen Staatsbibliothek München
- Altes und Neues von Bockau bey Schneeberg zum Neuenjahre 1772 als eine Nachlese zur Chronik, No. 6,  (o. J., nach 1772), mit 9 unpaginierten Seiten Digitalisat in der Bayerischen Staatsbibliothek München
- Kurze historische Nachrichten von dem Freyguthe Albernau und Schindlerischblaufarbenwerke an der Mulde bey Schneeberg im meißnischen Obererzgebirge, mit Fuldischen Schriften, Schneeberg 1763 (Digitalisat in der Staats- und Universitätsbibliothek Dresden)
- Philologisch-kritische Abhandlung von der Wendischen Sprache und ihrem Nutzen in der Wissenschaft, 1766. (Digitalisat)
- Altes und Neues von dem Bergflecken Bockau bey Schneeberg: zum Neuenjahre 1767 u.s.f. als eine Nachlese zur Chronik, Nr. 1, Verlag: mit Fuldischen Schriften, Schneeberg o. J. (nach 1770), 40 Seiten umfassen die Jahre 1767 bis 1770 (Digitalisat)
- Wendisches- oder Slavonisch-Deutsches ausführliches und vollständiges Wörterbuch, Manuskript 1768, Faksimiledruck in 5 Bänden erschienen im Böhlau-Verlag, Köln – Wien 1979/80.
- Bockauische Chronik, oder Alte und Neue Nachrichten von Bockau bey Schneeberg, im Kreisamte Schwarzenberg. 1750–1763 (Digitalisat in der ULB Halle), als Reprint erschienen 2001.